# 俄尔寺
俄尔寺，又译“鄂尔寺”，又称“俄·艾旺寺”、“俄·艾旺曲登寺”、“俄·艾旺却第寺”，位于西藏自治区日喀则地区日喀则市曲美乡，是一座藏传佛教萨迦派寺院，也是萨迦派俄尔派的祖寺。

## 历史
俄尔寺位于日喀则市曲美乡，海拔4200米。1429年（藏历第七绕迥土鸡年），萨迦派密宗大师俄尔钦·贡噶桑波创建该寺。
《藏传佛教高僧传略》记载，俄尔钦·贡噶桑波（1382年－1456年）是正昌之觉吾家族。其先祖自正昌迁居萨迦，是萨迦大长·悉脱巴之司茶，继而担任萨迦近侍管家。其父名本仓·珠巴云丹，母名索南华丹（喇让仁钦·岗白宏桑之女）。贡噶桑波生在萨迦地方。5岁时其父想让其以司茶为业，曾令贡噶桑波拿一块与银壶重量相当的石头行走，以试验其耐力。他厌恶世俗之事，面露不悦，遂将石头弃于地上。6岁，他师从法王益西坚赞学习字母拼读。9岁受居士戒及沙弥戒，自此刻苦学习佛法，后来在法王益西坚赞座前受比丘戒、菩萨戒、密乘戒，熟习一切显密教法，尤其善长萨迦派的“曼荼罗仪轨成就法”，成为法王益西坚赞的得意门生。25岁时，他在香却科岗师从译师嘉却学习密法，在协贡村从布陀室利学习密法，在萨桑寺师从萨桑喇嘛·旋努洛哲学习佛法。29岁时，萨桑上师授其《密续事部》经典以及铃杵、法螺，并授其法王继承人之位。贡噶桑波主持萨桑寺20年时间内，每年夏季和冬季讲法，春季和秋季传授灌顶以及经教戒律。当时，卫、藏、康区请其授沙弥戒及比丘戒的人逾万人，请其授灌顶、经教的人更多，其中知名者有萨迦世系的悉脱巴·贡嘎旺秀、达钦·曲弥巴·洛哲旺秀、俄堪布·官却坚赞、旋努坚赞、旺秀扎桑等。贡噶桑波的著作有闻法类、修法类、仪轨、书函等21种，德格版集为《艾旺全集》（四函）。
俄尔钦·贡噶桑波49岁时准备赴纳萨普日追、桑木林日追讲经，但未能如愿，便改去艾旺日追。因在当地说法诸事业昌盛，供养甚丰，故新建经堂，其内供奉尼泊尔塑像匠人阿克惹纳等人塑造的释迦牟尼金铜大佛像，以及用纯金书写的《甘珠尔》。寺内供奉的佛像、经塔非常多，又兴建了讲经院。该寺便是俄尔钦·贡噶桑波亲自创建的“艾旺曲登寺”，因建在俄尔地方，故又称“俄尔寺”，贡噶桑波也被尊称为“俄尔钦大师”。传说，俄尔地方原来是一片荒野，奉俄尔钦·贡噶桑波的指派前来选择寺址的僧人在此休息时，忽听一头野牦牛在山腰处仰首哞叫，发出“俄尔、俄尔”之声，认为这是神示。贡噶桑波乃决定在此地建寺，俄尔寺也因此得名。
俄尔寺是萨迦派晚期在后藏宏传密宗的重要寺院。因贡噶桑波传承萨迦派密宗之系，后人称其为“萨迦密宗二贡噶”（贡噶桑波、贡噶南杰）之一。他亲自创建俄尔寺之后，广招弟子传播萨迦派教义，后来渐成萨迦派密宗三大支派（俄尔派、贡噶派、擦尔派）之一，称“俄尔派”，该派自称俄尔寺为萨迦派“第二重要道场”。俄尔派的影响可达到四川、青海、云南等地，在其影响地域之内，俄尔派的属寺达六千多座，从其影响地域内专程赴俄尔寺学经、辩经的僧人每年多者可达近三百人。俄尔寺被视为萨迦俄尔派的祖寺。
文化大革命中，俄尔寺的建筑被毁。1983年起，国家拨专款维修俄尔寺，当地民众也将该寺当年散失的文物归还该寺。
2012年，该寺44名僧人被评为西藏自治区爱国守法先进僧尼。

## 建筑
俄尔寺的建筑依山而建，背靠群山，面朝河谷。主要建筑为大经堂以及四位高僧的寝宫（拉让殿、鲁宝殿、康萨殿、塔孜殿），现已修复的建筑包括大经堂和康萨殿。该寺寺门处原来有14座并排排列的佛塔，现已修复4座，均是台梯座白塔。《卫藏道场胜迹志》记载，俄尔寺内“佛像经塔甚多，特别是在家庙的公堂内有俄尔钦大师的寝居处，在朗萨浦（神殿）岩洞内有萨迦道果传承祖师堂和密封的最秘密宝籍，在前厅有灌顶堂和道果法堂。堂内有以俄尔钦为首的道果传承上师塑像和历任座主大师塑像，以及他们的灵骨舍利塔。在大殿堂内有释迦佛像为首的各种加持力的神像。”
1980年代，该寺修复后，当地群众纷纷将收藏的原该寺文物归还该寺。21世纪初，该寺的道果殿收藏有国家一级文物126件，国家二级文物140件。该寺的珍贵文物有：
- 白金空行佛母像：深目高鼻，体态丰满，具印度风格。
- 元阔端太子赠之法螺：1230年代，元太宗窝阔台在位期间，将凉州（今甘肃武威）地区封给其儿子阔端驻守。约1239年，阔端派大将达尔汗台吉率军队征服西藏，进军至藏北热振寺地区。达尔汗台吉得知西藏情况后，报告阔端称：“现今藏土惟噶当巴丛林最多，达隆巴法王最有德行，直贡巴京俄大师具有法力，萨迦班智达精通五明，请我主设法迎请之。”阔端当即采纳达尔汗台吉的提议，邀萨班赴凉州会见。1244年，萨班·贡噶坚赞（1182年－1251年）携侄子八思巴（1235年－1280年）和恰那多吉（1239年－？）自萨迦寺启程赴凉州。1247年，他们在凉州觐见阔端，议定西藏归顺蒙古大汗之条件。萨班返回西藏时，阔端太子赠其一法螺，现藏俄尔寺。该法螺保存完好，声音洪亮。
- 自生法螺：银边，饰有绿玉及玛瑙。该寺举办各种宗教活动时，用该法螺鸣呼全寺僧人。相传，该法螺是自寺门前的小湖中生出，俗称“自然生”，为该寺的镇寺之宝。
- 五世达赖的靴子：该寺藏有五世达赖的一只靴子，上面以小珍珠饰云状纹。